# Тіара
Тіа́ра, папська корона (лат. tiára, також triregnum, грец. τιάρα) — потрійна корона, яку носили папи при святкових церемоніях. У мистецтві пап зображають майже виключно в тіарі. Єпископи носять проте лише митру.

## Історія
Історія тіари починається при візантійському дворі. Первісно її форма нагадує форму фригійського ковпака (frigium). Вважають, що подібний тип корони походить від головних уборів давньоперських царів — конусоподібного порожнистого ковпака з золотим бортом. Такого ж походження «камелаукум», камилавка (лат. camelaucum), головний убір високопоставлених візантійських чиновників, який вважають ранньою формою тіари. Папа Сильвестр I відхилив запропоновану йому імператором Костянтином Великим діадему — символ східних царів[джерело?].
Перші папські головні убори з'явились у VII/VIII ст. З VIII століття існує перша письмова згадка про тіару папи Костянтина. Вона була спочатку з золотими бортами, що потім стали зубцями корони (10 ст.). На кінець XIII ст. тіара вже мала два обручі-вінці, третій обруч з'являється під час Авіньйонського полонення пап.
Три обручі символізують три обов'язки пап: освячувати, керувати і вчити. З другого боку, їх тлумачать як символ Святої Трійці. Символ держави і хрест були додані у XVI ст. Тіари вручали папам переважно єпархії, звідки вони походили.

## Використання
Наразі тіару використовують лише раз на рік — 29 червня, на день Св. Петра, одягаючи її на його статую в Соборі Святого Петра в Римі. Це єдина тіара, яку використовують після добровільної відмови Івана Павла І і його наступників від коронації.

## Зображення

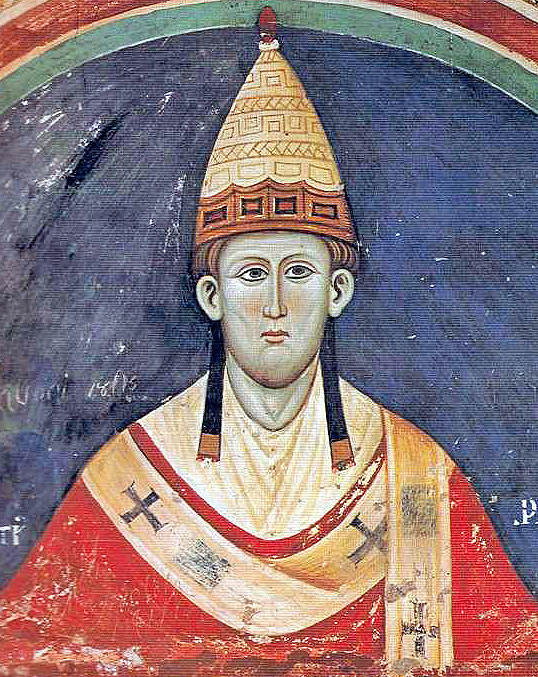
Папа Інокентій III, Рання Тіара з простим бортом
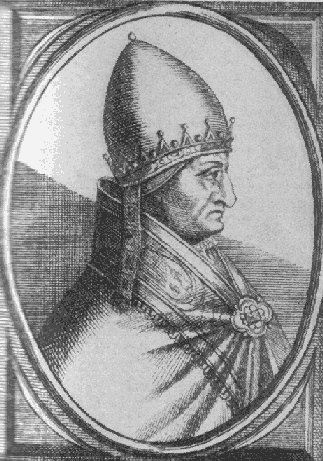
Папа Григорій X, Тіара з одним обручем корони
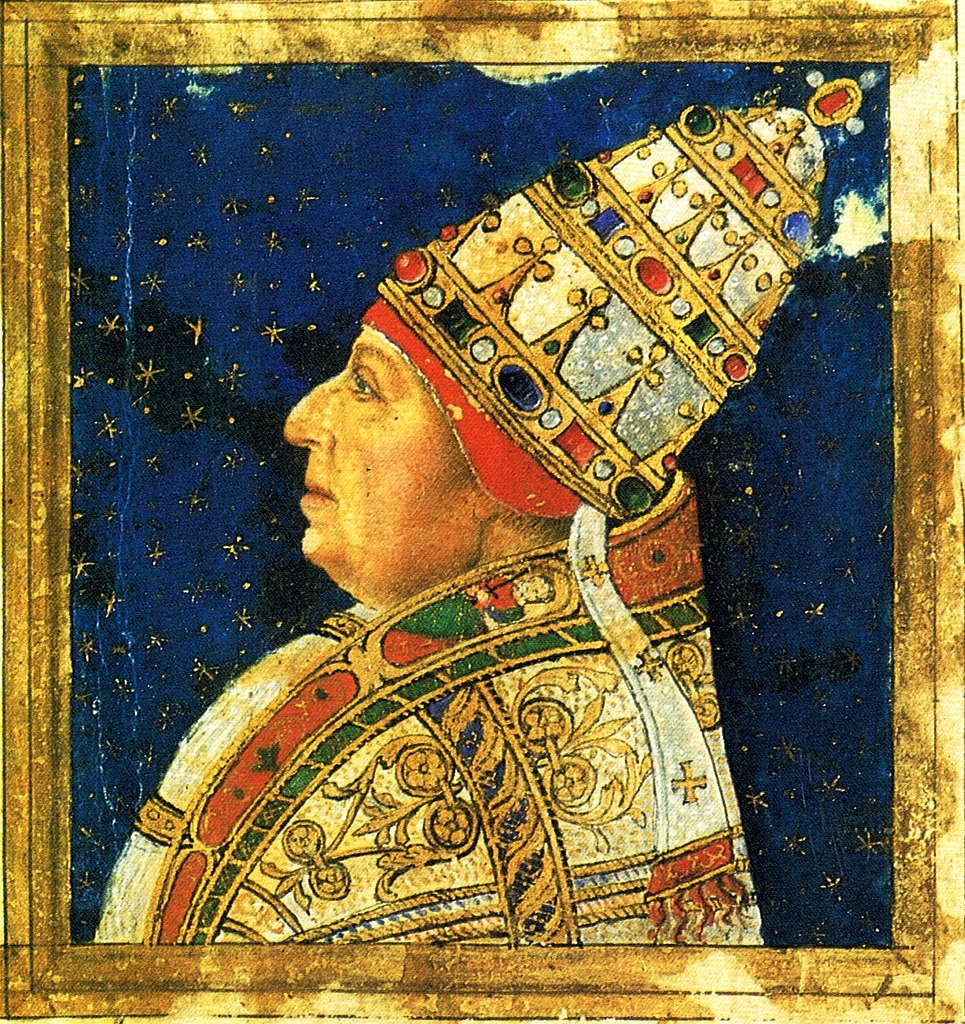
Папа Олександр VI, Тіара з трьома обручами корон
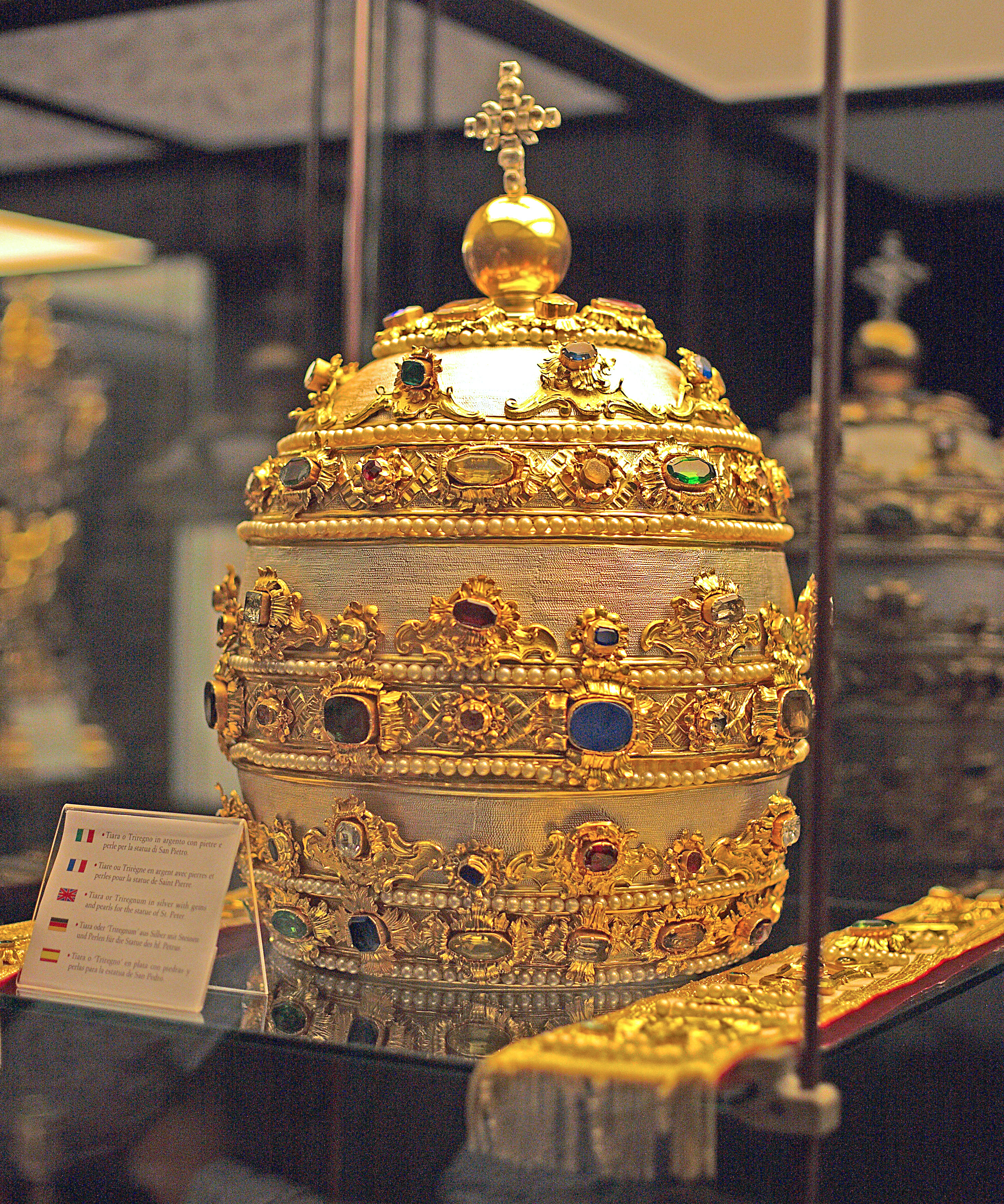
Тіара, котру надягають на статую св. Петра у Соборі Святого Петра у Римі. Знаходиться у Ватиканському музеї
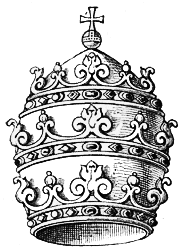
Папська корона (тіара)